# The Night Clerk
Pour plus de détails, voir Fiche technique et Distribution.
The Night Clerk est un thriller américain écrit et réalisé par Michael Cristofer, sorti en 2020.

## Synopsis
Atteint du syndrome d'Asperger (nom donné à une forme d'autisme) et âgé de 23 ans, Bart est un jeune réceptionniste de nuit dans un hôtel qui engage des personnes handicapées. Il vit toujours avec sa mère surprotectrice tout en se réfugiant dans sa chambre. 
Mal à l'aise dans les liens sociaux, il a dissimulé illégalement plusieurs caméras de surveillance dans les chambres d'hôtel pour enregistrer ce qui s'y passe et afin d'observer de chez lui, sur des écrans installés près de son lit, leurs occupants et de mémoriser leurs visages tout en étudiant également leur comportement, leur façon de parler, leurs mimiques... Il ne désire que de faire partie des "gens normaux" en s'appropriant leur personnalité. Pourtant, un soir, en regardant son moniteur, il semble être témoin d'un crime dans l'une des chambres. Mais il arrive trop tard pour sauver la victime car elle a été abattue de sang-froid. Avant l'arrivée de la police, il a tout juste le temps de retirer son matériel vidéo et audio caché. Chargé de l'enquête, le détective le suspecte aussitôt du meurtre de la jeune femme. Dès lors, Bart fait face à un dilemme qui peut lui gâcher sa vie. S'il montre les vidéos du meurtre qu'il possède, il pourrait être disculpté mais aussi être arrêté et jugé pour violation de vie privée. 
Alors qu'il est transféré dans un autre hôtel où il travaille toujours de nuit, Bart rencontre une très belle cliente, Andrea, qui sympathise avec lui et lui confie qu'elle a un frère également autiste. Celle-ci lui montre de l'affection et se rapproche de lui. Mais elle semble avoir un lien avec la morte, d'autant plus qu'elle fréquente son époux. Et si elle était la prochaine victime ? ,

## Fiche technique
- Titre original et français : The Night Clerk
- Réalisation et scénario : Michael Cristofer
- Montage : Kristi Shimek
- Musique : Erik Hall
- Photographie : Noah Greenberg
- Production : David M. Wulf, Arianne Fraser et Tye Sheridan
- Sociétés de production : Saban Films, Highland Film Group, WulfPak Productions et Convergent Media
- Société de distribution : Saban Films (États-Unis), StudioCanal (France)
- Pays d'origine :  États-Unis
- Langue originale : anglais
- Format : couleur
- Genre : thriller
- Durée : 90 minutes
- Dates de sortie  :
  - États-Unis : 21 février 2020
  - France : 29 avril 2020 (en VàD)

## Distribution

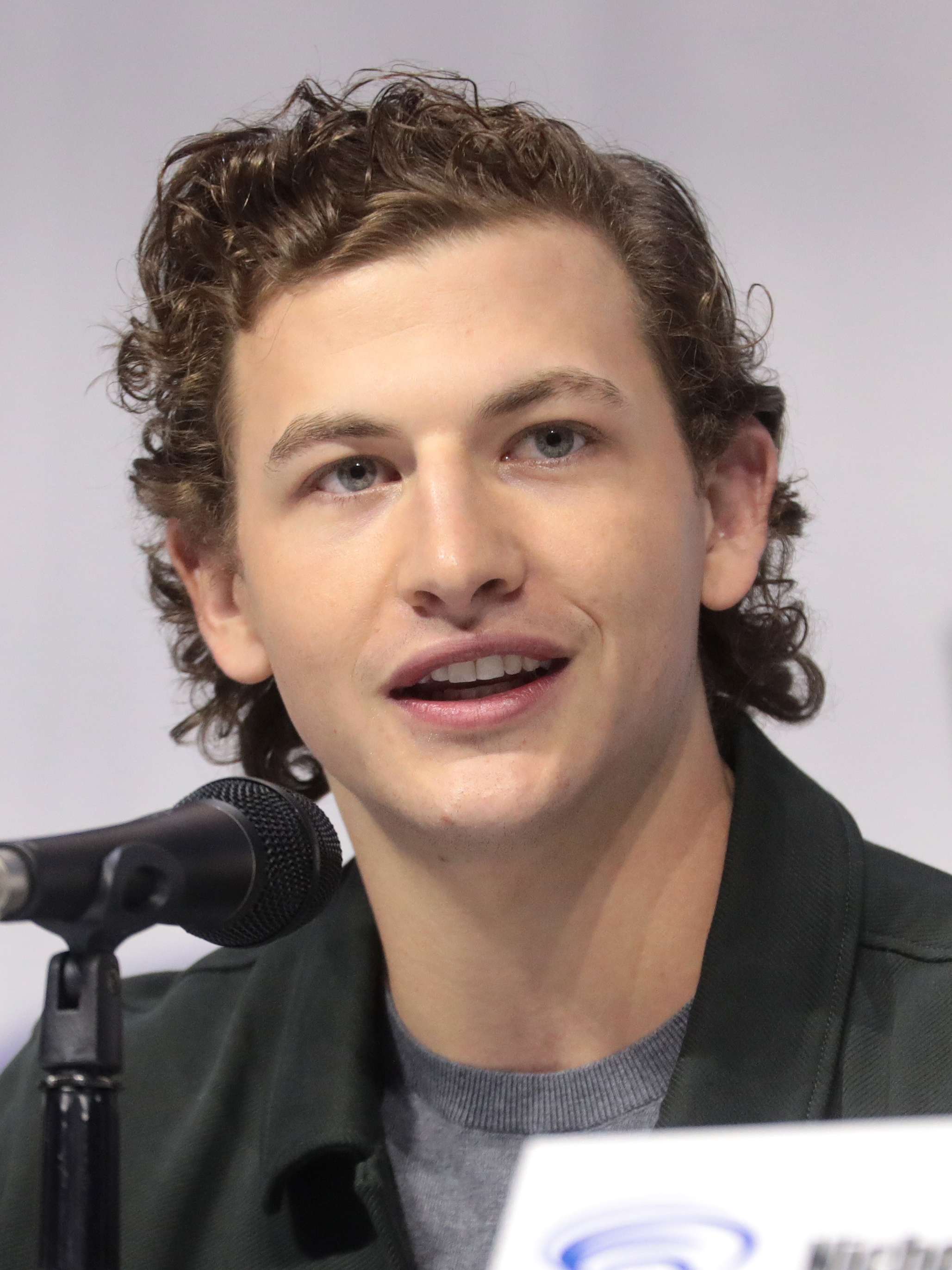
Tye Sheridan tient le rôle principal

- Tye Sheridan (VF : Adrien Larmande) : Bart Bromley
- Ana de Armas (VF : Delphine Rivière) : Andrea Rivera
- John Leguizamo (VF : Enrique Carballido) : détective Espada
- Helen Hunt (VF : Josiane Pinson) : Ethel Bromley
- Johnathon Schaech (VF : Laurent Maurel) : Nick Perretti
- Jacque Gray (VF : Audrey Sourdive) : Karen Perretti
- Austin Archer (VF : Sylvain Agaësse) : Jack Miller
- Joey Miyashima (VF : Pascal Germain) : Ron Benson